# Municipio de Tamiahua
El municipio de Tamiahua se encuentra en el estado mexicano de Veracruz, es uno de los 212 municipios de la entidad y tiene su ubicación en la zona norte del Estado, forma parte de la región Huasteca Alta y está catalogado como un municipio semiurbano. Sus coordenadas son 21°17’ latitud norte, longitud oeste de 97°27’ y cuenta con una altura de 4 m s. n. m.
Su cabecera municipal es la Villa de Tamiahua, y se conforma de población urbana. La extensión territorial del municipio es 981 kilómetros cuadrados, del que forma parte de 109 núcleos poblacionales entre las que se encuentran congregaciones y rancherías.
Desde el siglo XIX La villa de Tamiahua pertenecía al canton de Tuxpan.

El municipio tiene una población de 23.984 habitantes, conformado por 187 localidades.

## Límites

### Límites municipales
Tiene límites administrativos con los siguientes municipios y/o accidentes geográficos, según su ubicación:
| Noroeste: Tamalín                                                | Norte: Ozuluama, Tampico Alto |                       |
| Oeste: Tantima, Chinampa de Gorostiza, Naranjos Amatlán, Tancoco |                               | Este: Golfo de México |
| Suroeste: Cerro Azul, Temapache                                  | Sur: Túxpam                   |                       |

## Clima
El municipio de Tamiahua tiene un clima cálido-extremoso, con una temperatura anual de 23 °C, las lluvias son abundantes en los meses de junio a septiembre con periodos prolongado de seca; fuertes vientos del norte durante el invierno.

## Cultura
En este municipio, se celebran las fiestas religiosas del 9 al 12 de mayo, en festejo del Señor de la Misericordia; 25 de julio a Santiago Apóstol, patrono del lugar; y del 25 de diciembre al 1 de enero se lleva a cabo la feria regional pesquera.